# Kardos József (labdarúgó)
Kardos József (Nagybátony, 1960. március 29. – 2022. július 28.) válogatott magyar labdarúgó, hátvéd, edző, testnevelő tanár. Az 1986-os mexikói labdarúgó-világbajnokság résztvevője.

## Pályafutása

### Klubcsapatokban
1978-ban került a Salgótarjáni Bányászhoz Nagybátonyból. Egy idény után az Újpesti Dózsa igazola le, úgy, hogy három játékost adott cserébe az SBTC-nek. Újpesten két bajnoki ezüstérmet szerzett és háromszor nyert MNK a csapattal. A Dózsában összesen 228 bajnoki mérkőzést játszott és 37 gólt szerzett. 1987-88-as szezont a Vasasnál töltötte és innen szerződött a görög Apollon Kalamaria csapatához. Itt nagyon rövid időt töltött és a Dunakeszi VSE érintésével visszatért a magyar élvonalba és a Váci Izzóhoz igazolt. Itt már csak 13 mérkőzésen játszott és befejezte az aktív labdarúgást.

### A válogatottban
1979 és 1981 között hatszoros olimpiai válogatott volt és egy gólt szerzett. A magyar válogatottban 1980 és 1987 között 33 alkalommal szerepelt és három gólt szerzett. Tagja volt az 1986-os mexikói világbajnokságon részt vevő csapatnak.

### Edzőként
1991-ben a Letkés játékosedzője lett, majd Mogyoródon dolgozott. 1994 őszétől a Fajsz csapatát irányította. 1995-ben a Dabas trénere volt. 1995 nyarán vette át a Pásztó vezetését. 1996 elejétől a Nagykáta edzője lett. 1997 júniusától a Komárom trénere volt. 1998 novemberében felmentették posztjáról. 1999 januárjától a Kiskunfélegyházát edzette, ahonnan júniusban távozott. Októbertől ismét a Komárom csapatát irányította 2000 áprilisáig.
Júniustól az Újpest utánpótlásánál dolgozott. 2002 januárjában a Tarnaörs edzője lett, majd rövid ideig a Petőfibányát irányította. Az őszi szezonban az Ózdot edzette. 2004 májusától júliusig a Budakalász csapatát vezette. 2005 májusban a Gyál edzéseit bízták rá. Ezután testnevelőtanárként dolgozott. 2009-ben az MLSz utánpótlás stábjánál dolgozott. 2010 márciusában a Tököl utánpótlás edzője lett.
2015-ben infarktusa volt. Ezután MLSz ellenőrként tevékenykedett, valamint Csepelen gyerekcsapatokat edzett.

## Sikerei, díjai
- Magyar bajnokság
  - bajnok: 1978–79
  - 2: 1979–80, 1986–87
- Magyar Népköztársasági Kupa
  - győztes: 1982, 1983, 1987
- Kupagyőztesek Európa-kupája (KEK)
  - negyeddöntős: 1983–84
- Az év magyar labdarúgója (1983)

## Statisztika

### Mérkőzései a válogatottban

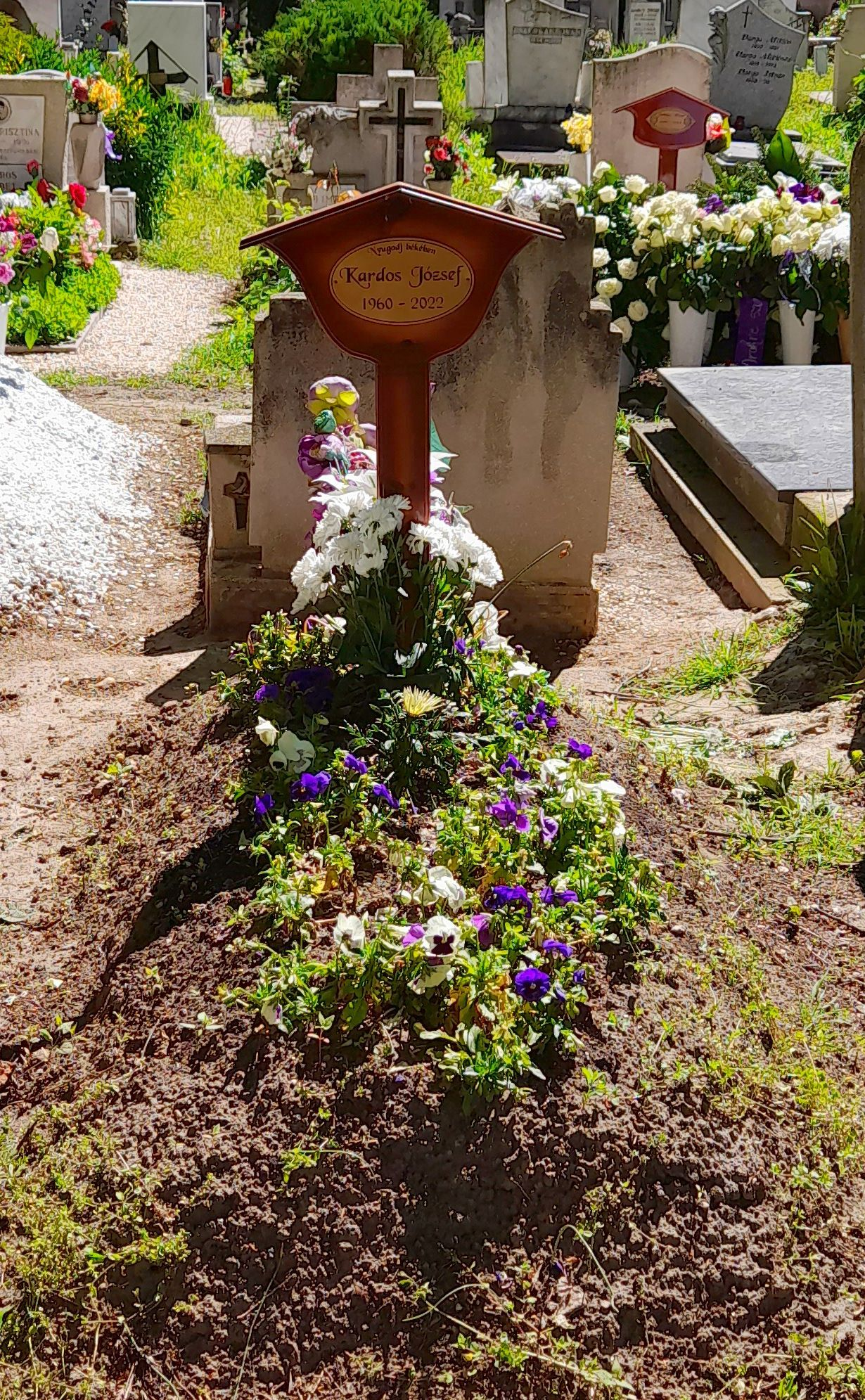
Sírja a budapesti Megyeri temetőben 2024-ben

| Magyarország | Magyarország         | Magyarország                          | Magyarország     | Magyarország | Magyarország  | Magyarország       | Magyarország | Magyarország   |
| #            | Dátum                | Helyszín                              | Hazai            | Eredmény     | Vendég        | Kiírás             | Gólok        | Esemény        |
| ------------ | -------------------- | ------------------------------------- | ---------------- | ------------ | ------------- | ------------------ | ------------ | -------------- |
| 1.           | 1980. október 8.     | Bécs, Práter stadion                  | Ausztria         | 3 – 1        | Magyarország  | barátságos         | -            |                |
| 2.           | 1980. november 19.   | Halle, Kurt-Wabbel-Stadion            | NDK              | 2 – 0        | Magyarország  | barátságos         | -            |                |
|              | 1983. március 23.    | Veliko Tarnovo                        | Bulgária         | 1 – 1        | Magyarország  | olimpiai selejtező | -            |                |
|              | 1983. április 13.    | Budapest, Csepel stadion              | Magyarország     | 3 – 1        | Görögország   | olimpiai selejtező | -            | 40' (11-esből) |
| 3.           | 1983. április 27.    | London, Wembley Stadion               | Anglia           | 2 – 0        | Magyarország  | Eb-selejtező       | -            |                |
| 4.           | 1983. május 15.      | Budapest, Népstadion                  | Magyarország     | 2 – 3        | Görögország   | Eb-selejtező       | -            |                |
| 5.           | 1983. június 1.      | Koppenhága, Idraets Park              | Dánia            | 3 – 1        | Magyarország  | Eb-selejtező       | -            | 79'            |
| 6.           | 1983. szeptember 7.  | Budapest, Népstadion                  | Magyarország     | 1 – 1        | NSZK          | barátságos         | -            |                |
| 7.           | 1983. október 12.    | Budapest, Népstadion                  | Magyarország     | 0 – 3        | Anglia        | Eb-selejtező       | -            |                |
| 8.           | 1983. október 26.    | Budapest, Népstadion                  | Magyarország     | 1 – 0        | Dánia         | Eb-selejtező       | -            | 60'            |
| 9.           | 1983. december 3.    | Szaloniki, Kaftanzoglu-stadion        | Görögország      | 2 – 2        | Magyarország  | Eb-selejtező       | 1            | 12'            |
| 10.          | 1984. január 18.     | Cádiz, Ramón de Carranza Stadion      | Spanyolország    | 0 – 1        | Magyarország  | barátságos         | -            |                |
| 11.          | 1984. március 31.    | Szabadka, Szpartak Stadion            | Jugoszlávia      | 2 – 1        | Magyarország  | barátságos         | -            |                |
| 12.          | 1984. április 4.     | Isztambul, Beşiktaş İnönü Stadion     | Törökország      | 0 – 6        | Magyarország  | barátságos         | 1            | 38'            |
|              | 1984. április 11.    | Budapest, Megyeri úti stadion         | Magyarország     | 1 – 1        | Bulgária      | olimpiai selejtező | -            |                |
|              | 1984. április 25.    | Moszkva, Luzsnyiki Stadion            | Szovjetunió      | 0 – 1        | Magyarország  | olimpiai selejtező | -            |                |
| 13.          | 1984. május 31.      | Budapest, Üllői úti Stadion           | Magyarország     | 1 – 1        | Spanyolország | barátságos         | -            |                |
| 14.          | 1984. június 6.      | Brüsszel, Heysel Stadion              | Belgium          | 2 – 2        | Magyarország  | barátságos         | -            |                |
| 15.          | 1984. szeptember 26. | Budapest, Népstadion                  | Magyarország     | 3 – 1        | Ausztria      | vb-selejtező       | 1            | 78'            |
| 16.          | 1984. október 17.    | Rotterdam, Feijenoord Stadion         | Hollandia        | 1 – 2        | Magyarország  | vb-selejtező       | -            |                |
| 17.          | 1985. január 29.     | Hamburg, Volksparkstadion             | NSZK             | 0 – 1        | Magyarország  | barátságos         | -            |                |
| 18.          | 1985. április 3.     | Budapest, Népstadion                  | Magyarország     | 2 – 0        | Ciprus        | vb-selejtező       | -            |                |
| 19.          | 1985. április 17.    | Bécs, Hanappi Stadion                 | Ausztria         | 0 – 3        | Magyarország  | vb-selejtező       | -            |                |
| 20.          | 1985. május 14.      | Budapest, Népstadion                  | Magyarország     | 0 – 1        | Hollandia     | vb-selejtező       | -            |                |
| 21.          | 1985. december 9.    | Irapuato (MEX)                        | Magyarország     | 1 – 0        | Dél-Korea     | barátságos         | -            |                |
| 22.          | 1985. december 11.   | Monterrey, Technológico Stadion (MEX) | Magyarország     | 3 – 1        | Algéria       | barátságos         | -            |                |
| 23.          | 1985. december 14.   | Toluca                                | Mexikó           | 2 – 0        | Magyarország  | barátságos         | -            |                |
| 24.          | 1986. január 30.     | El, ben-Khalifa-stadion (QAT)         | Ázsia-válogatott | 0 – 3        | Magyarország  | barátságos         | -            |                |
| 25.          | 1986. február 1.     | Doha, el-Kabir-stadion (QAT)          | Ázsia-válogatott | 0 – 2        | Magyarország  | barátságos         | -            | 46'            |
| 26.          | 1986. február 2.     | Doha                                  | Katar            | 0 – 3        | Magyarország  | barátságos         | -            | 71'            |
| 27.          | 1986. március 16.    | Budapest, Népstadion                  | Magyarország     | 3 – 0        | Brazília      | barátságos         | -            |                |
| 28.          | 1986. június 2.      | Irapuato, Estadio Irapuato (MEX)      | Szovjetunió      | 6 – 0        | Magyarország  | vb-csoportkör      | -            |                |
| 29.          | 1986. június 6.      | Irapuato, Estadio Irapuato (MEX)      | Magyarország     | 2 – 0        | Kanada        | vb-csoportkör      | -            |                |
| 30.          | 1986. június 9.      | León, Estadio León (MEX)              | Magyarország     | 0 – 3        | Franciaország | vb-csoportkör      | -            |                |
| 31.          | 1986. október 15.    | Budapest, Népstadion                  | Magyarország     | 0 – 1        | Hollandia     | Eb-selejtező       | -            |                |
| 32.          | 1987. február 8.     | Limassol, Círio Stadion               | Ciprus           | 0 – 1        | Magyarország  | Eb-selejtező       | -            |                |
| 33.          | 1987. április 29.    | Rotterdam, Feijenoord Stadion         | Hollandia        | 2 – 0        | Magyarország  | Eb-selejtező       | -            |                |
|              | Összesen             |                                       |                  | 33           | mérkőzés      |                    | 3            | gól            |